# Пикометар
Пикометар (симбол: pm) је јединица за дужину. Она је подјединица метра у СИ систему.
1 pm = 0,000 000 000 001 m = 10-12 m